# KAS 10–11
Die beiden schmalspurigen Tenderlokomotiven KAS 10–11 der Kreis Altenaer Schmalspur-Eisenbahn-Gesellschaft (KAS), ab 1922 Kreis Altenaer Eisenbahn (KAE), waren Dampflokomotiven für den gemischten Betrieb und wurden von der Maschinenfabrik Christian Hagans 1898 gebaut. Sie waren bis 1933 in Betrieb und wurden 1934 verschrottet.

## Geschichte
Die Lokomotiven wurden bestellt, weil die bisher verwendeten Lokomotiven der Lokomotivfabrik Hohenzollern um die Jahrhundertwende des 20. Jahrhunderts den Anforderungen nicht mehr gerecht wurden sowie wegen des akuten Lokmangels bei der KAS. Sie besaßen eine wesentlich höhere Leistung als die Hohenzollern-Lokomotiven und konnten trotz größerer Länge die engen Kurvenradien gut durchfahren. Zudem waren sie trotz des größeren Kessels für die geringe Achslast einsetzbar.
Die Lokomotiven wurden mit den Namen Franz und Helene und den Betriebsnummern 10 und 11 angeliefert. Beheimatet wurde die 11 in Lüdenscheid und die 10 in Altena. Beide Lokomotiven versahen hauptsächlich auf dem Rahmedetal bis zum Betriebsmittelpunkt Zum Hohle ihren Dienst im Güterzugbetrieb, dazwischen waren sie im Personenzugdienst zwischen Altena und Lüdenscheid eingesetzt. Sie hatten die besten Laufeigenschaften aller Lokomotiven der KAS. Der Kessel war nicht sonderlich zuverlässig und die Arbeiten am hinteren Laufdrehgestell schwierig, weil dessen Tragfeder versteckt unter dem Führerhaus lag.
Als die Zugleistungen nach dem Ersten Weltkrieg anstiegen, erwiesen sich die Lokomotiven bald als zu schwach. Mit Anlieferung der beiden Lokomotiven KAE 20–21 wurden sie aus den bisherigen Diensten verdrängt. Zuerst wurde die 11 1925 nach Werdohl abgegeben, war bis Anfang 1930 im Einsatz und wurde im selben Jahr verschrottet. Die  10 wurde ebenfalls 1925 aus dem Zugdienst herausgelöst, war aber noch bis 1933 im Einsatz, als sie wegen größerer Kesselschäden abgestellt und ein Jahr später verschrottet wurde.

## Konstruktion
Die Lokomotiven besaßen einen Blech/Plattenrahmen, in ihm waren die erste sowie die als Treibachse ausgebildete dritte Achse fest gelagert. Die mittlere Kuppelachse besaß ein Seitenspiel von ±15 mm. Hinter der Treibachse war das hintere Laufdrehgestell im Rahmen befestigt, an seinem Kopfende befanden sich die hintere Zug- und Stoßeinrichtung. Auf ihm stützten sich mit Blattfeder das übrige Lokgewicht ab. Durch die drehbare Ausführung war das Befahren von kleinsten Gleisbögen möglich.
Der Lokkessel besaß als Aufbauten den Dampfdom mit Flachschieberregler sowie den Sanddom. Dieser hatte je Triebwerksseite zwei Sandfallrohre, mit denen die zweite Achse beidseitig gesandet werden konnte, sowie ein Sicherheitsventil Bauart Ramsbotton. Gespeist wurde der Kessel von zwei Injektoren. Der Abdampf vom Strahlsauger wurde über ein Rohr zum Kamin geleitet. Die Dampfsteuerung geschah über Flachschieber und eine Allansteuerung. Der Kreuzkopf wurde zweischienig auf der Gleitbahn geführt.
Die Lokomotiven besaßen ein einfaches, aber sehr geräumiges Führerhaus mit großen Stirnfenstern. Der Kohlenvorrat war hinter dem Führerhaus gebunkert. Ursprünglich waren sie mit einer Seilzugbremse ausgerüstet, die später durch eine Saugluftbremse ersetzt wurde. Ein Dampfläutewerk saß vor dem Schornstein.